# SN 1991Z
SN 1991Z – niepotwierdzona supernowa odkryta 6 maja 1991 roku w galaktyce A105440-0412. W momencie odkrycia miała maksymalną jasność 20,00m.